# Laonice blakei
Laonice blakei är en ringmaskart som beskrevs av Sikorsky, Jirkov in Sikorsky, Jirkov och Tsetlin 1988. Laonice blakei ingår i släktet Laonice och familjen Spionidae. Arten har ej påträffats i Sverige. Inga underarter finns listade i Catalogue of Life.